# Wadi as-Sabah
Wadi as-Sabah (ar. وادي الصباح, fr. Oued Sabah) – miasto w północnej Algierii, w prowincji Ajn Tumuszanat.